# Клуб Игоря Нетто
Клуб Игоря Нетто — символический клуб, объединяющий советских и российских футболистов, сыгравших за карьеру 50 и более матчей за сборные команды СССР, СНГ и России. У истоков Клуба стояли журналист Александр Владыкин и юрист, футбольный статистик  Владимир Чудаков. Был создан по инициативе газеты «Советский спорт» 8 января 1988 г. и назван в честь полузащитника Игоря Нетто, первым достигнувшего отметки в 50 матчей за сборную СССР 3 июня 1962 года. Первым футболистом, достигшим рубежа в 100 матчей за национальную команду, стал 22 января 1986 г. в товарищеском матче с Испанией (0:2) нападающий сборной СССР Олег Блохин.
В настоящее время в зачёт клуба включаются матчи за сборную СССР, а также за сборные СНГ и России, как её правопреемников.
Первым футболистом, сыгравшим 100 и более матчей за сборную России стал защитник Виктор Онопко, проведший свой юбилейный матч на чемпионате мира 14 июня 2002 года против сборной Бельгии (2-3).
Второй футболист преодолел эту планку лишь спустя 11 лет. Им стал защитник Сергей Игнашевич, принявший участие в матче на чемпионате мира против Алжира 26 июня 2014 года.
Третий, Василий Березуцкий, сыграл свой 100-й матч за сборную России 6 сентября 2016 года в товарищеской встрече со сборной Ганы;
четвёртый, Игорь Акинфеев — 21 июня 2017 года в игре Кубка конфедераций с чемпионами Европы — командой Португалии.
Пятым футболистом, сыгравшим свой 100-й матч за сборную России, стал Юрий Жирков, случилось это 18 ноября 2020 года в матче Лиги наций 2020/21 с Сербией.

## Список членов клуба
| #  | Футболисты           | Клубы, которые игрок представлял в сборной                                  | Годы       | Матчей всего | СССР | Россия | Примечания                                                   |
| -- | -------------------- | --------------------------------------------------------------------------- | ---------- | ------------ | ---- | ------ | ------------------------------------------------------------ |
| 1  | Сергей Игнашевич     | Локомотив (М), ЦСКА                                                         | 2002—2018  | 127          |      | 127    | ЧМ — 36 (1), ЧЕ — 48 (5), другие — 43 (2)                    |
| 2  | Виктор Онопко        | Спартак (М), Реал Овьедо, Райо Вальекано, Спартак-Алания, Сатурн            | 1992—2004  | 113          | 4    | 109    | ЧМ − 33, ЧЕ — 33 (6), другие — 47 (1)                        |
| 3  | Олег Блохин          | Динамо (К), Форвертс                                                        | 1972—1988  | 112          | 112  |        | ЧМ — 26 (8), ЧЕ — 20 (6), ОИ — 11 (7), другие — 55 (21)      |
| 4  | Игорь Акинфеев       | ЦСКА                                                                        | 2004—2018  | 111          |      | 111    | ЧМ — 37 (-26), ЧЕ — 29 (-24), КК — 3 (-3), другие — 42 (-42) |
| 5  | Юрий Жирков          | ЦСКА, Челси, Анжи, Динамо (М), Зенит                                        | 2005—2021  | 105          |      | 105    | ЧМ — 19, ЧЕ — 34, КК — 3, ЛН — 6, другие — 43 (2)            |
| 6  | Василий Березуцкий   | ЦСКА                                                                        | 2003—2016  | 101          |      | 101    | ЧМ — 29 (2), ЧЕ — 34 (2), другие — 38 (1)                    |
| 7  | Ринат Дасаев         | Спартак (М), Севилья                                                        | 1979—1990  | 91           | 91   |        | ЧМ — 31 (-23), ЧЕ — 20 (-10), другие — 40 (-37)              |
| 7  | Александр Кержаков   | Зенит, Севилья, Динамо (М), Цюрих                                           | 2002—2016  | 91           |      | 91     | ЧМ — 29 (12), ЧЕ — 28 (10), другие — 34 (8)                  |
| 9  | Альберт Шестернёв    | ЦСКА                                                                        | 1961—1971  | 90           | 90   |        | ЧМ — 19, ЧЕ — 21, ОИ — 4, другие — 46                        |
| 10 | Анатолий Демьяненко  | Динамо (К)                                                                  | 1981—1990  | 80           | 80   |        | ЧМ — 22 (2), ЧЕ — 13 (2), другие — 45 (2)                    |
| 11 | Владимир Бессонов    | Динамо (К)                                                                  | 1977—1990  | 79           | 79   |        | ЧМ — 23 (1), ЧЕ — 16 (1), другие — 40 (2)                    |
| 12 | Сергей Алейников     | Динамо (Мн), Ювентус, Лечче                                                 | 1984—1992  | 77           | 77   |        | ЧМ — 22 (1), ЧЕ — 20 (3), другие — 35 (2)                    |
| 12 | Александр Анюков     | Крылья Советов, Зенит                                                       | 2004—2013  | 77           |      | 77     | ЧМ — 23, ЧЕ — 28, другие — 26 (1)                            |
| 14 | Андрей Аршавин       | Зенит, Арсенал (Л)                                                          | 2002—2012  | 75           |      | 75     | ЧМ — 21 (8), ЧЕ — 28 (5), другие — 26 (4)                    |
| 15 | Лев Яшин             | Динамо (М)                                                                  | 1954—1967  | 74           | 74   |        | ЧМ — 20 (-23), ЧЕ — 10 (-9), ОИ — 6 (-3), другие — 38 (-35)  |
| 16 | Валерий Карпин       | Спартак (М), Реал Сосьедад, Валенсия, Сельта                                | 1992—2003  | 73           | 1    | 72     | ЧМ — 19 (2), ЧЕ — 21 (6), другие — 33 (9)                    |
| 17 | Владимир Бесчастных  | Спартак (М), Вердер, Расинг Сантандер, Фенербахче                           | 1992—2003  | 71           |      | 71     | ЧМ — 20 (10), ЧЕ — 14 (8), другие — 37 (8)                   |
| 18 | Муртаз Хурцилава     | Динамо (Тб)                                                                 | 1965—1973  | 69           | 69   |        | ЧМ — 15, ЧЕ — 15 (2), ОИ — 10 (2), другие — 29 (2)           |
| 19 | Олег Протасов        | Днепр, Динамо (К), Олимпиакос                                               | 1984—1991  | 68           | 68   |        | ЧМ — 19 (9), ЧЕ — 12 (4), другие — 37 (16)                   |
| 20 | Валерий Воронин      | Торпедо (М)                                                                 | 1960—1968  | 66           | 66   |        | ЧМ — 19 (2), ЧЕ — 11 (2), ОИ — 3, другие — 33 (1)            |
| 21 | Александр Мостовой   | Спартак (М), Бенфика, Канн, Страсбур, Сельта                                | 1990—2004  | 65           | 15   | 50     | ЧМ — 13 (2), ЧЕ — 22 (6), другие — 30 (5)                    |
| 21 | Сергей Семак         | ЦСКА, Пари Сен-Жермен, Москва, Рубин                                        | 1997—2010  | 65           |      | 65     | ЧМ — 22 (1), ЧЕ — 16 (2), другие — 27 (1)                    |
| 23 | Олег Кузнецов        | Динамо (К), Рейнджерс                                                       | 1986—1992  | 63           | 63   |        | ЧМ — 13, ЧЕ — 15 (1), другие — 35                            |
| 24 | Владимир Капличный   | ЦСКА                                                                        | 1968—1974  | 62           | 62   |        | ЧМ — 11, ЧЕ — 11, ОИ — 9, другие — 31                        |
| 25 | Валентин Иванов      | Торпедо (М)                                                                 | 1955—1965  | 59           | 59   |        | ЧМ — 17 (9), ЧЕ — 10 (5), ОИ — 4 (3), другие — 28 (9)        |
| 25 | Андрей Канчельскис   | Динамо (К), Шахтёр, Манчестер Юнайтед, Эвертон, Фиорентина, Рейнджерс       | 1989—1998  | 59           | 23   | 36     | ЧМ — 11 (2), ЧЕ — 20 (3), другие — 28 (3)                    |
| 25 | Игорь Колыванов      | Динамо (М), Фоджа, Болонья                                                  | 1989—1998  | 59           | 24   | 35     | ЧМ — 15 (4), ЧЕ — 18 (5), другие — 26 (6)                    |
| 25 | Юрий Никифоров       | Черноморец (Од), Спартак (М), Спортинг, ПСВ                                 | 1992—2002  | 59           | 4    | 55     | ЧМ — 18 (2), ЧЕ — 11 (2), другие — 30 (2)                    |
| 25 | Алан Дзагоев         | ЦСКА                                                                        | 2008—2018  | 59           |      | 59     | ЧМ — 13, ЧЕ — 19 (8), другие — 27 (1)                        |
| 29 | Вагиз Хидиятуллин    | Спартак (М), ЦСКА, Тулуза                                                   | 1978—1990  | 58           | 58   |        | ЧМ — 10, ЧЕ — 18 (1), другие — 30 (5)                        |
| 29 | Алексей Березуцкий   | ЦСКА                                                                        | 2003—2016  | 58           |      | 58     | ЧМ — 10, ЧЕ — 25, другие — 23                                |
| 32 | Геннадий Литовченко  | Днепр, Динамо (К)                                                           | 1984—1990  | 57           | 57   |        | ЧМ — 17 (4), ЧЕ — 9 (2), другие — 31 (8)                     |
| 32 | Игорь Семшов         | Торпедо (М), Динамо (М), Зенит                                              | 2002—2012  | 57           |      | 57     | ЧМ — 14 (1), ЧЕ — 22 (1), другие — 21 (1)                    |
| 32 | Роман Широков        | Зенит, Краснодар, Спартак (М), ЦСКА                                         | 2008—2016  | 57           |      | 57     | ЧМ — 10 (3), ЧЕ — 22 (2), другие — 25 (8)                    |
| 32 | Денис Глушаков       | Локомотив (М), Спартак (М)                                                  | 2011—2018  | 57           |      | 57     | ЧМ — 11 (2), ЧЕ — 14 (2), КК — 3, другие — 29 (1)            |
| 36 | Артём Дзюба          | Спартак (М), Ростов, Зенит, Арсенал (Т), Акрон                              | 2011—н. в. | 56           |      | 56     | ЧМ — 9 (6), ЧЕ — 24 (18), ЛН — 8 (3), другие — 15 (4)        |
| 37 | Виктор Колотов       | Рубин, Динамо (К)                                                           | 1970—1978  | 55           | 55   |        | ЧМ — 3 (1), ЧЕ — 15 (7), ОИ — 11 (5), другие — 26 (9)        |
| 37 | Дмитрий Аленичев     | Спартак (М), Рома, Перуджа, Порту                                           | 1996—2005  | 55           |      | 55     | ЧМ — 17 (3), ЧЕ — 14 (1), другие — 24 (2)                    |
| 37 | Алексей Смертин      | Уралан, Локомотив (М), Бордо, Портсмут, Челси, Чарльтон Атлетик, Динамо (М) | 1998—2006  | 55           |      | 55     | ЧМ — 17, ЧЕ — 18, другие — 20                                |
| 40 | Игорь Нетто          | Спартак (М)                                                                 | 1952—1965  | 54           | 54   |        | ЧМ — 12, ЧЕ — 3, ОИ — 9 (1), другие — 30 (3)                 |
| 40 | Игорь Денисов        | Зенит, Анжи, Динамо (М)                                                     | 2008—2016  | 54           |      | 54     | ЧМ — 20, ЧЕ — 15, другие — 19                                |
| 42 | Игорь Численко       | Динамо (М)                                                                  | 1959—1968  | 53           | 53   |        | ЧМ — 7 (4), ЧЕ — 13 (4), ОИ — 4 (3), другие — 29 (9)         |
| 42 | Дмитрий Хохлов       | ЦСКА, Торпедо-Лужники, ПСВ, Реал Сосьедад, Локомотив (М)                    | 1996—2005  | 53           |      | 53     | ЧМ — 20 (2), ЧЕ — 10, другие — 23 (4)                        |
| 42 | Александр Самедов    | Динамо (М), Локомотив (М), Спартак (М)                                      | 2011—2018  | 53           |      | 53     | ЧМ — 16 (2), ЧЕ — 5, КК — 3 (1), другие — 29 (4)             |
| 45 | Евгений Ловчев       | Спартак (М)                                                                 | 1969—1977  | 52           | 52   |        | ЧМ — 13, ЧЕ — 7, ОИ — 6, другие — 26 (1)                     |
| 45 | Дмитрий Хлестов      | Спартак (М), Бешикташ                                                       | 1992—2002  | 52           | 3    | 49     | ЧМ — 8, ЧЕ — 14, другие — 30                                 |
| 45 | Константин Зырянов   | Торпедо (М), Зенит                                                          | 2006—2012  | 52           |      | 52     | ЧМ — 11 (3), ЧЕ — 23 (1), другие — 28 (3)                    |
| 48 | Роман Павлюченко     | Спартак (М), Тоттенхэм Хотспур, Локомотив (М)                               | 2003—2012  | 51           |      | 51     | ЧМ — 12 (6), ЧЕ — 21 (10), другие — 18 (5)                   |
| 48 | Далер Кузяев         | Зенит, Гавр                                                                 | 2017—н. в. | 51           |      | 51     | ЧМ — 13, ЧЕ — 7 (1), ЛН — 10 (1), другие — 21                |
| 50 | Анатолий Банишевский | Нефтчи                                                                      | 1965—1972  | 50           | 50   |        | ЧМ — 8 (5), ЧЕ — 15 (5), ОИ — 4 (1), другие — 23 (8)         |
| 50 | Юрий Ковтун          | Динамо (М), Спартак (М)                                                     | 1996—2003  | 50           |      | 50     | ЧМ — 16 (1), ЧЕ — 12, другие — 22 (1)                        |

Жирным выделены действующие футболисты.

## Кандидаты
| Игрок             | Клубы                                    | Всего |
| ----------------- | ---------------------------------------- | ----- |
| Александр Головин | ЦСКА, Монако                             | 48    |
| Алексей Миранчук  | Локомотив (М), Аталанта, Атланта Юнайтед | 46    |